# Mahmud al-Mabhuh
Mahmud al-Mabhuh (arabisch محمود المبحوح, DMG Maḥmūd al-Mabḥūḥ; * 14. Februar 1960 in Dschabaliya, Palästinensische Autonomiegebiete; † 19. Januar 2010 in Dubai, Vereinigte Arabische Emirate) war ein hochrangiges Mitglied der islamistischen Terrororganisation Hamas und gilt als Mitbegründer der Kassam-Brigaden. Für seine Ermordung wird der israelische Geheimdienst Mossad verantwortlich gemacht.

## Leben
Mabhuh wurde in einem Flüchtlingscamp drei Kilometer nördlich von Dschabaliya im Gazastreifen geboren. Er hatte 13 Geschwister. Seine Schulausbildung brach er ab, machte eine Lehre als Automechaniker und eröffnete anschließend eine Werkstatt.
1978 trat Mabhuh der Muslimbruderschaft bei. 1986 wurde Mabhuh von den israelischen Sicherheitsbehörden wegen illegalen Waffenbesitzes verhaftet. Ende der 80er-Jahre gehörte er zu den ersten Mitgliedern der aus der Muslimbruderschaft hervorgegangenen Hamas.
Mabhuh war nach eigener Aussage für die Entführung und Ermordung der beiden israelischen Soldaten Ilan Saadon und Avi Sasportas im Jahr 1989 zu Beginn des ersten Palästinenseraufstandes (1987–1993) verantwortlich. Nach seinem Tod strahlte Al Jazeera ein Bekennervideo aus, in dem Mabhuh sich dazu bekannte. In dem Video heißt es außerdem, er sei stolz darauf, als Märtyrer zu enden und habe aufgrund von mindestens drei überlebten Anschlägen auf sein Leben den Beinamen der Fuchs erhalten. Mabhuh soll sich nach der Tat ins Exil nach Syrien begeben haben, wo er nach Angaben seiner Familie eine kleine Textilfabrik betrieb. 2003 soll er mehrere Monate in einem ägyptischen Gefängnis inhaftiert gewesen sein. Vor seinem Tod soll er Medienberichten zufolge Waffen mit besonders großer Reichweite aus dem Iran, Sudan und Ägypten in den Gazastreifen geschmuggelt haben.
Sein Bruder Faik al-Mabhuh, Leiter der Abteilung für innere Sicherheit der Hamas, wurde im März 2024 nach israelischen Angaben von der israelischen Armee in Gaza erschossen.

## Ermordung

### Ermittlungen durch die Polizei von Dubai

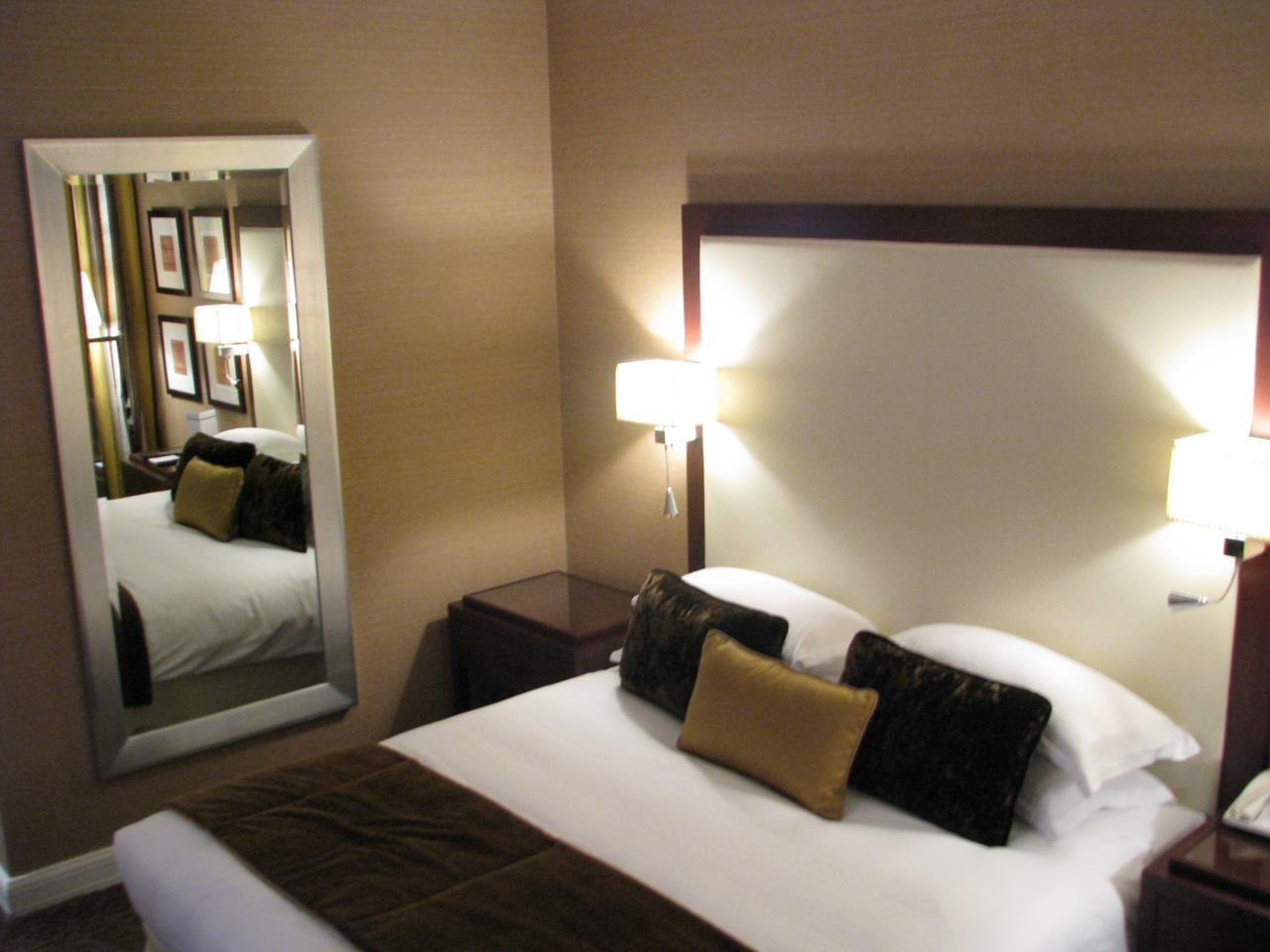
Zimmer des Rotana-Hotels (Dubai), in dem Mahmud al-Mabhuh ermordet wurde.

Am 20. Januar 2010 wurde Mabhuh tot in Zimmer 230 des Dubaier Hotels Al Bustan Rotana aufgefunden. Zunächst wurde von einem natürlichen Tod ausgegangen, bis die zuständige Polizei in Dubai erklärte, dass Mabhuh „in seinem Hotelzimmer mit einem Elektroschock betäubt und danach wohl mit einem Kissen erstickt“ worden sei. Nach einem rechtsmedizinischen Gutachten teilte die Polizei in Dubai mit, dass Mabhuh zunächst mit einem Beruhigungsmittel betäubt und dann erstickt worden sei. Die Polizei in Dubai präsentierte auf einer Pressekonferenz am 15. Februar 2010 Bilder aus den umliegenden Überwachungskameras.
Der Polizeichef des Emirats kündigte an, Haftbefehle gegen insgesamt elf Verdächtige mit europäischen Pässen zu beantragen. Am 18. Februar schrieb Interpol die von Dubai ermittelten elf Verdächtigen zur Fahndung aus. Der Polizeichef ging, nach Angaben der Tageszeitung Al-Chaleedsch, von 27 Verdächtigen aus, die mutmaßlichen Täter und ihre Helfer seien nach dem Mord in die USA und nach Israel gereist. 16 weitere Verdächtige wurden am 8. März von Interpol zur Fahndung ausgeschrieben.
Im Laufe der Ermittlungen gab der zuständige Polizeichef Dahi Chalfan Tamim zu Protokoll, dass die Untersuchungen „zu 99 Prozent“ auf den israelischen Geheimdienst Mossad als Auftraggeber hinweisen würden. Außerdem seien zwei in den Emiraten lebende Palästinenser festgenommen worden, von denen einer gestanden habe, „logistische Hilfe geleistet zu haben“. Die Ermittlungen hätten außerdem ergeben, dass ein Hamas-Mitglied eine bedeutende Rolle bei der Planung gespielt hätte, indem er Informationen über den Aufenthaltsort von Mabhuh preisgegeben hätte. Polizeichef Tamim forderte die Hamas zu einer internen Untersuchung auf.

### Hamas
Laut einem Bericht der israelischen Tageszeitung Haaretz vom 2. Februar 2010 wies die Hamas die Vorwürfe von sich und gab bekannt, eigene Untersuchungen hätten ergeben, dass al-Mabhuh von Agenten arabischer Regierungen und nicht vom Mossad ermordet worden sei. Es sei außerdem möglich, dass auch die von der verfeindeten Fatah kontrollierten palästinensischen Sicherheitskräfte an dem Mordanschlag beteiligt gewesen sei.

### Israel
Israels Außenminister Lieberman erklärte auf die Frage, ob Israel am Tod von Mabhuh beteiligt sei: „Der Staat Israel reagiert nie und bestätigt nichts. Es gibt keinerlei Gewissheit, keinen Grund zu denken, dass ausgerechnet der israelische Mossad und nicht irgendein anderer Geheimdienst dort tätig war.“ Die israelische Tageszeitung Haaretz fordert wegen der politischen Verwerfungen den Rücktritt von Mossad-Chef Meir Dagan.

### Internationale Reaktionen
Das Vereinigte Königreich, Irland, Frankreich und Deutschland verlangten von der israelischen Regierung Auskunft über den Mordfall, insbesondere im Hinblick auf den Einsatz gefälschter Pässe. „Berlin und die übrigen Regierungen reagieren damit auf die immer deutlicher geäußerten Anschuldigungen der Behörden in Dubai“, heißt es in einem Pressebericht. Die Jerusalem Post berichtete, dass das palästinensische „Volkswiderstandskomitee“ bereits Anfang Februar versucht habe, Mabhuhs Tod zu rächen. Für den geplanten Anschlag seien Bomben in Fässern verstaut und über das Mittelmeer an die Küste getrieben worden, wo sie von israelischen Sicherheitskräften abgefangen wurden. Israel habe auf den geplanten Anschlag mit Luftangriffen auf Schmuggler-Tunnel an der Grenze zum Gazastreifen reagiert.
Am 23. März 2010 beschuldigte Großbritannien als erstes westliches Land Israel offen, in die Ermordung von Mahmud al-Mabhuh verwickelt zu sein. Außenminister David Miliband warf im Parlament dem israelischen Geheimdienst vor, „hinter der Fälschung britischer Pässe zu stehen, die bei dem Attentat benutzt worden waren“. Als Konsequenz wies die britische Regierung einen israelischen Diplomaten aus. Ende Mai 2010 gab auch die australische Regierung bekannt, dass sie „keinen Zweifel habe, dass Israel für diesen Missbrauch und die Fälschung der Pässe verantwortlich“ sei. Wie Großbritannien wies auch Australien als Zeichen der Missbilligung einen israelischen Diplomaten aus.

## Film
Unter dem Titel Stopover in Dubai veröffentlichte der französische Filmemacher Chris Marker 2011 einen Found-Footage-Film aus zusammengeschnittenen Überwachungsvideos, die die Verdächtigen des Mordes zeigen und identifizieren sollen. Das Material war ursprünglich dem Online-Fernsehsender Gulf News TV von staatlichen Stellen Dubais überlassen worden und wurde erstmals auf gulfnews.com unter dem Titel The murder of Mahmoud Al Mabhouh veröffentlicht. Marker übernahm die bereits montierten Videos und die originalen Text-Inserts des Fernsehsenders unverändert und unterlegte sie mit Henryk Góreckis Streichquartett No.3, (...songs are sung), Op. 67 für das Kronos Quartet.